# Fagner Conserva Lemos
Fagner Conserva Lemos (11 de juny de 1989) és un futbolista brasiler. Va formar part de l'equip brasiler a la Copa del Món de 2018.